# NGC 1060
NGC 1060 (другие обозначения — UGC 2191, MCG 5-7-35, ZWG 505.38, PGC 10302) — галактика в созвездии Треугольник.
Этот объект входит в число перечисленных в оригинальной редакции «Нового общего каталога».
В галактике вспыхнула сверхновая SN 2004fd типа Ia, её пиковая видимая звездная величина составила 15,7.
Галактика NGC 1060 входит в состав группы галактик NGC 1060. Помимо NGC 1060 в группу также входят IC 1823, UGC 2174, UGC 2182, UGC 2222 и UGC 2225.